# 화춘잉

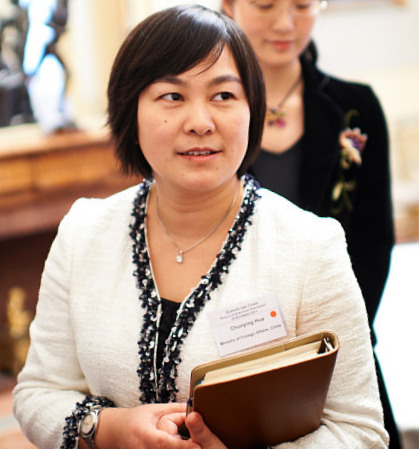
화춘잉

화춘잉(중국어 간체자: 华春莹, 정체자: 華春瑩, 병음: Huà Chūnyíng, 한자음: 화춘영, 1970년 4월 24일 ~ )은 중화인민공화국의 정치인으로, 현재 중화인민공화국 외교부의 대리 관리자이자 대변인이다.

## 생애
장쑤성 화이안 시의 고위적 교육을 받은 가족에게서 태어났으며, 부모는 둘다 공무원들이었다. 부친은 화이안 군에서 중국공산당 중앙기율검사위원회의 전 서기였으며, 모친은 지방 구역의 대리 관리자이다.
1992년 난징 대학교를 졸업한 그녀는 외국어 대학원에서 영어를 전공하였다. 졸업 후, 화춘잉은 외교부 서유럽 국장에서 공무원으로 임명되어 20년 이상이나 여성 대변인으로 지내왔다. 1995년부터 그녀는 4년 동안 싱가포르에서 4년 동안 수행원으로 지냈다. 2003년부터 2010년까지 유럽 연합 주재 중화인민공화국 대표부에서 고문의 서기로 진급되었다.
2012년 중화인민공화국 외교 정보부의 대리 관리자로 승진하면서, 또한 외교부의 대변인으로서 지내고 있다.
2021년 부장조리로 승진하였다. 
최근 미중관계가 악화되면서, 연일 미국에 대해 강경한 발언을 하고 있다. 
2022년 8월 7일, "대만에는 수많은 산동식·산서식 음식점이 있다. 이는 대만은 중국의 일부였다는 것을 상징한다."라는 하나의 중국을 지지하는 글을 트위터에 올림으로써 많은 비난을 받고 있다. 이에 네티즌들은 '중국에는 수많은 미국 프랜차이즈가 있으므로 중국은 미국의 일부일 것이다'라고 말하며 그녀를 조롱했다.